# قیمت پیشنهادی خرید
قیمت پیشنهادی خرید (به انگلیسی: Bid price)، بالاترین قیمتی است که خریدار، مایل پرداخت بابت یک کالاست. نقطهٔ مقابل قیمت پیشنهادی خرید، قیمت پیشنهادی فروش است و مابه‌التفاوت بین این دو، شکاف (به انگلیسی: spread) نامیده می‌شود.
جنگ پیشنهاد خرید (به انگلیسی: bidding war) زمانی اتفاق می‌افتد که پیشنهاد خریدهای زیادی، به سرعت، از طرف اشخاص زیادی اعلام شود؛ به خصوص اگر قیمت پرداختی از قیمت پیشنهادی فروش یا اولین قیمت پیشنهادی خرید، بیشتر باشد. مشابه وضعیتی که در مزایده انگلیسی اتفاق می‌افتد.
به عبارت دیگر، جنگ پیشنهاد خرید، وضعیتی است که در آن، دو یا چند خریدار، به آیتمی (نظیر خانه یا شرکت) بسیار علاقه‌مند بوده و پیوسته، قیمت پیشنهادی خود برای خرید آن را بالاتر می‌برند تا نهایتاً صاحب آن شوند.
در ادبیات معاملات سهام در بورس اوراق بهادار، قیمت پیشنهادی خرید، بالاترین قیمتی است که خریدار سهام، مایل به پرداخت بابت آن سهم است.

## همچنین ببینید
- قیمت پیشنهادی فروش
- شکاف قیمت پیشنهادی خرید و فروش
- جنگ پیشنهاد خرید